# SN 1572
SN 1572 (gwiazda Tychona, nowa Tychona, supernowa Tychona, B Cassiopeiae albo 3C 10) – supernowa typu Ia w gwiazdozbiorze Kasjopei, jedna z ośmiu supernowych, widocznych gołym okiem, znanych z historycznych źródeł pisanych. Pojawiła się na początku listopada 1572 i została odkryta niezależnie przez wielu astronomów jako bardzo jasny obiekt przewyższający swym blaskiem Jowisza. Prawdopodobnie jako pierwszy dostrzegł ją Wolfgang Schuler 6 listopada 1572 roku. Tycho Brahe prowadził obserwacje obiektu przez 16 miesięcy, odnotowując szybki wzrost jego blasku do maksimum, w którym dorównywała swym blaskiem Wenus, a potem dokumentując spadek blasku, któremu towarzyszyła zmiana koloru od białego poprzez żółty i pomarańczowy aż do czerwonego. Mgławica będąca pozostałością po wybuchu supernowej została odkryta w Obserwatorium Palomar w latach 60. XX wieku. Znajduje się w odległości około 9000 lat świetlnych i ekspanduje z prędkością około 5000 km/s.
W grudniu 2004 odkryto gwiazdę typu G2, podobną do Słońca, która tworzyła układ podwójny z białym karłem, źródłem supernowej.